# Musikteatret Stanislavskij og Nemirovitj-Dantjenko
Musikteatret Stanislavskij og Nemirovitj-Dantjenko (russisk: Московский академический Музыкальный театр имени  народных артистов К. С. Станиславского и Вл. И. Немировича-Данченко) er et musikteater i Moskva. Det blev grundlagt i 1941, da to virksomheder styret af to af de mest kendte reformatorer af teaterkunsten i det 20. århundrede — Konstantin Stanislavskij og Vladimir Nemirovitj-Dantjenko — slog sig sammen: Stanislavskij Operateater (etableret i slutningen af 1918 som et operastudie for Bolsjojteateret) og Nemirovitj-Dantjenko Musikteater (startet i 1919 som et studie for Moskva kunstteater, der ligeledes var stiftet af Stanislavskij og Nemirovith-Dantjenko).
Teateret brændte ned i 2005, men er siden blevet restaureret.